# Đại hội Đảng Cộng sản Liên Xô lần thứ XXI
Đại hội Đảng lần thứ 21 Đảng Cộng sản Liên Xô đã diễn ra tại Moscow, Liên Xô 27/1 - 5/2/1959. Đây là Đại hội giữa nhiệm kỳ hoặc Đại hội "bất thường", thời kỳ để Khrushchev có thể củng cố quyền lực của mình với các đối thủ chính trị sau cuộc đảo chính của Tập đoàn phản Đảng năm 1957. Kế hoạch 7 năm phát triển kinh tế đã được thông qua.